# Robert von Genf (Bischof)
Robert von Genf († 14. Januar 1287) war von 1276 bis 1287 Bischof von Genf. 

## Leben
Robert war der Sohn von Wilhelm II., Graf von Genf und dessen zweiter Gemahlin Alix, einer Tochter von Albert II. de La Tour du Pin. Drei seiner Brüder waren ebenfalls Bischöfe: Amadeus Bischof von Die (1257–1275), Aimon Bischof von Viviers (1255–1263) und Guy Bischof von Langres (1266–1291).
Robert war seit 1252 Kanoniker in Vienne, von 1255 bis 1276 war er Propst in Lausanne. Das Domkapitel von Genf wählte ihn vor dem 11. Februar 1276 zum Bischof.
Robert stand an der Seite seiner Verwandten in dem sich verschärfenden Konflikt zwischen den Grafen von Genf und den Grafen von Savoyen, die ihre Herrschaft in der Umgebung von Genf ausbauten. Die Bürger der Stadt Genf strebten nach Unabhängigkeit von der bischöflichen Herrschaft und wurden darin von den Grafen von Savoyen unterstützt. Graf Amadeus V. von Savoyen besetzte 1285 für kurze Zeit die Stadt Genf. 
Robert starb am 14. Januar 1287 und wurde in der Zisterzienserinnenabtei Sainte-Catherine-du-Mont-de-Semnoz bestattet.